# Battambang (huyện)
Huyện Battambang (tiếng Khmer: ស្រុកបាត់ដំបង) (Bat Dambang) là một huyện (srok) thuộc tỉnh Battambang, tây bắc Campuchia. Huyện này hiện nay đã được nâng cấp thành Thành phố Battambang.

## Hành chính
Huyện được chia thành 10 xã (khum).

### Số xã and villages
| Khum (Xã)          | Phum (Làng) |
| ------------------ | --- |
| Tuol Ta Aek        | Ou Ta Kam Muoy, Ou Ta Kam Pir, Ou Ta Kam Bei, Tuol Ta Aek, Dangkao Teab                                               |
| Preaek Preah Sdach | Preaek Preah Sdach, Preaek Ta Tan, Dabbei Meakkakra, Ou Khcheay, La Edth, Num Krieb, Baek Chan Thmei, Chamkar Ruessei |
| Rotanak            | Rumchek Muoy, Rumchek Pir, Rumchek Bei, Rumchek Buon, Rumchek Pram, Souphi Muoy, Souphi Pir, Rotanak                  |
| Chamkar Samraong   | Chamkar Samraong Muoy, Chamkar Samraong Pir, Voat Lieb, Voat Rumduol, Phka Sla                                        |
| Sla Kaet           | Sla Kaet, Dam Spey, Chrey Kaong                                                                                       |
| Kdol Doun Teav     | Chong Preaek, Kdol, Ou Ta Nob, Ta Pruoch, Ta Koy, Kantuot, Thkov                                                      |
| Ou Mal             | Ou Mal, Dak Sasar, Sala Balat, Prey Dach, Kouk Ponley, Voat Roka, Koun Sek, Andoung Pring, Boeng Reang, Prey Roka     |
| Voat Kor           | Voat Kor, Chrab Krasang, Ballang, Khsach Pouy, Damnak Luong, Kampong Seima                                            |
| Ou Char            | Ou Char, Prey Koun Sek, Kab Kou Thmei, Andoung Chenh, Anhchanh, Ang                                                   |
| Svay Pao           | Preaek Moha Tep, Kampong Krabei, Mphey Osakphea, Kammeakkar                                                           |